# Das Geheimnis der vier Kronjuwelen
Das Geheimnis der vier Kronjuwelen (Originaltitel: El tesoro de las cuatro coronas) ist ein Abenteuerfilm mit Fantasyelementen aus dem Jahr 1982, der in internationaler Produktion in 3D und nach dem Erfolg des Films Jäger des verlorenen Schatzes gefertigt wurde. Er ist die letzte Filmarbeit des Hauptdarstellers und Produzenten Tony Anthony – wie so oft mit Drehbuchautor Lloyd Battista und Regisseur Ferdinando Baldi.

## Handlung
Professor Montgomery verpflichtet den Abenteurer J.T. Striker, um antike Kronen zu stehlen, die der fanatische Sektenführer Bruder Jonas in seinem festungsähnlichen, mit allerlei technischen Sicherungen versehenen Anwesen verwahrt. Angeblich sind in den Kronen die guten und bösen Mächte vor hunderten von Jahren durch die Westgoten eingeschlossen worden.
Um den Auftrag ausführen zu können, müssen zunächst der Schlüssel zu den Kronen aus einer Burg geholt werden, was ebenfalls mit zahlreichen gefahrvollen Momenten verbunden ist. Unterstützung finden der Professor und Striker bei Edmund und Liz. Zusammen gelingt es ihnen, den größenwahnsinnigen Bruder Jonas und seine Anhänger zu besiegen und die beiden Kronen zu zerstören, um die Welt vor dem Missbrauch ihrer Macht zu schützen.

## Hintergrund
Der Film wurde auf Video sowohl in 3D-Technik (die mal „Wonder-Vision“, mal „Supervision“ genannt wurde) als auch flach herausgegeben.
Nach Alles fliegt dir um die Ohren aus dem Jahr 1981 war es die zweite dreidimensionale Produktion des Teams Anthony-Battista-Quintano-Baldi.

## Kritik
„Ein dummdreistes, recht konfuses Spielberg-Plagiat aus dem Hause „Cannon“, das sein Heil in überreich zur Schau gestelltem 3-D-Schnickschnack sucht.“

„Sehr oberflächlicher und klischeehafter Abenteuerfilm, der auch in der Darbietung dreidimensionaler Effekte nichts Neues bietet.“